# عقد 40 هـ
عقد 40 هـ هو الفترة بين عام 40 إلى 49 في التقويم الهجري، أي العشر سنوات الخامسة من القرن الأول الهجري.